# T-34坦克在中華人民共和國

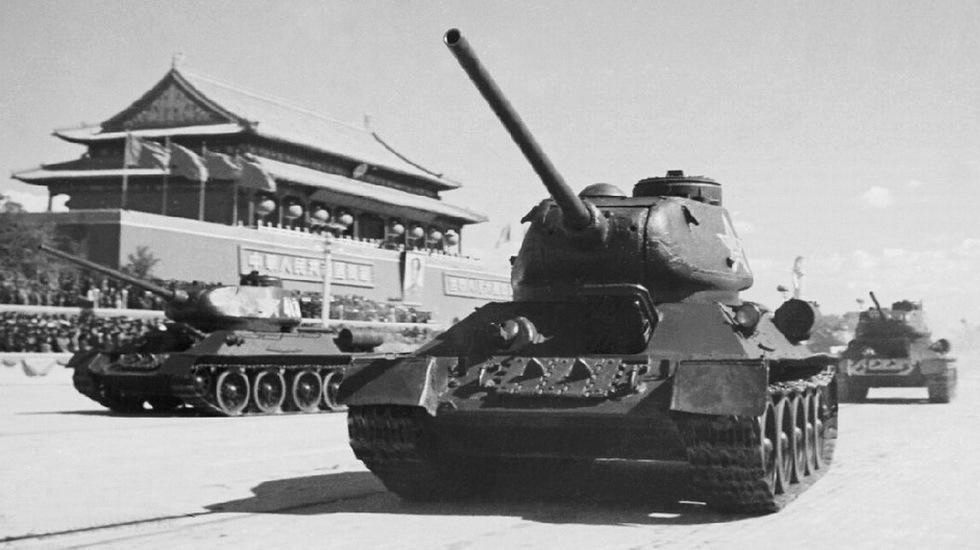
1950年中華人民共和國國慶閱兵時登場的T-34/85

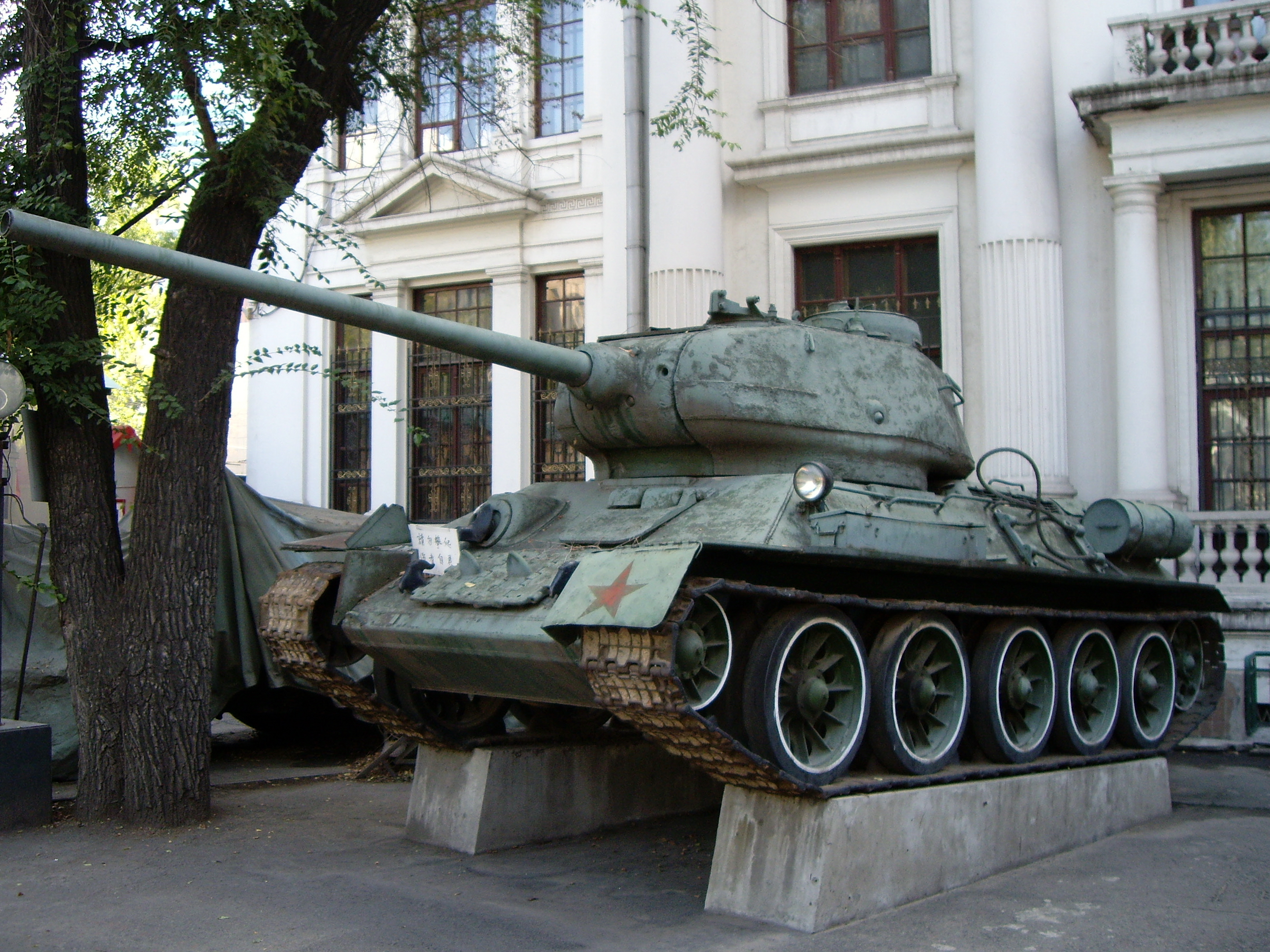
中華人民共和國的T-34/85坦克

本文記敘T-34坦克在中華人民共和國的使用情況。

## 歷史
1950年6月25日朝鲜战争爆發後，中華人民共和國決定介入朝鲜战争。同年9月26日，毛泽东要求蘇聯爲中華人民共和國提供坦克、裝甲車以及其它軍用車輛。隨後，根據中蘇達成的協定，中國從苏联購買了10個坦克團的裝備，其中包括300輛T-34。當時，T-34中型坦克和IS-2重型坦克共同成爲了中國人民解放軍裝甲兵的主力。隨後，中國將其中400輛坦克投入朝鮮戰爭中。在朝鮮戰爭中，中國人民志願軍的T-34曾被用於支援步兵。

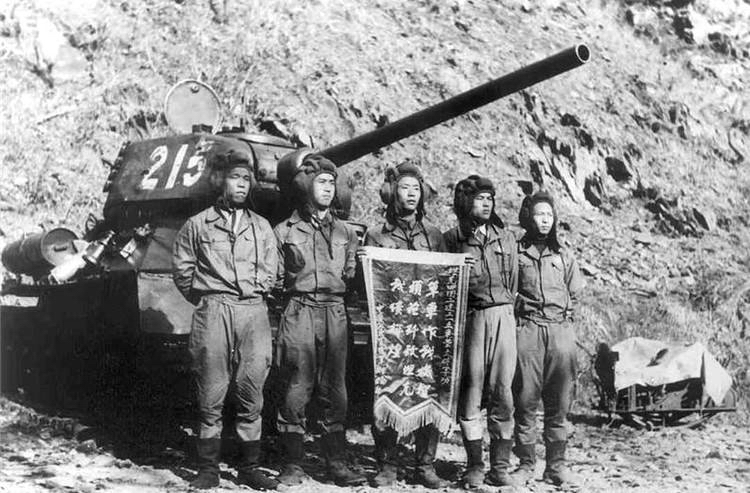
被授予“人民英雄坦克”称号的215号T-34/85

在朝鮮戰爭中，被授予“人民英雄坦克”称号的215號坦克就是T-34/85，现存于中国人民革命军事博物馆。
虽然一些军方的改造使得中华人民共和国使用的T-34/85在外观上和原版有所不同，且617厂有能力生产所有的T-34/85零件，但是从未生产过任何一辆T-34/85整车，也从未经过装甲产品定型委员会进行审核与命名。所谓“58式”仅仅是网络上的谣传，电子游戏《坦克世界》也将中国的T-34/85称为58式，使更多人受到误导。

## 改進型号

### 63式自行防空炮

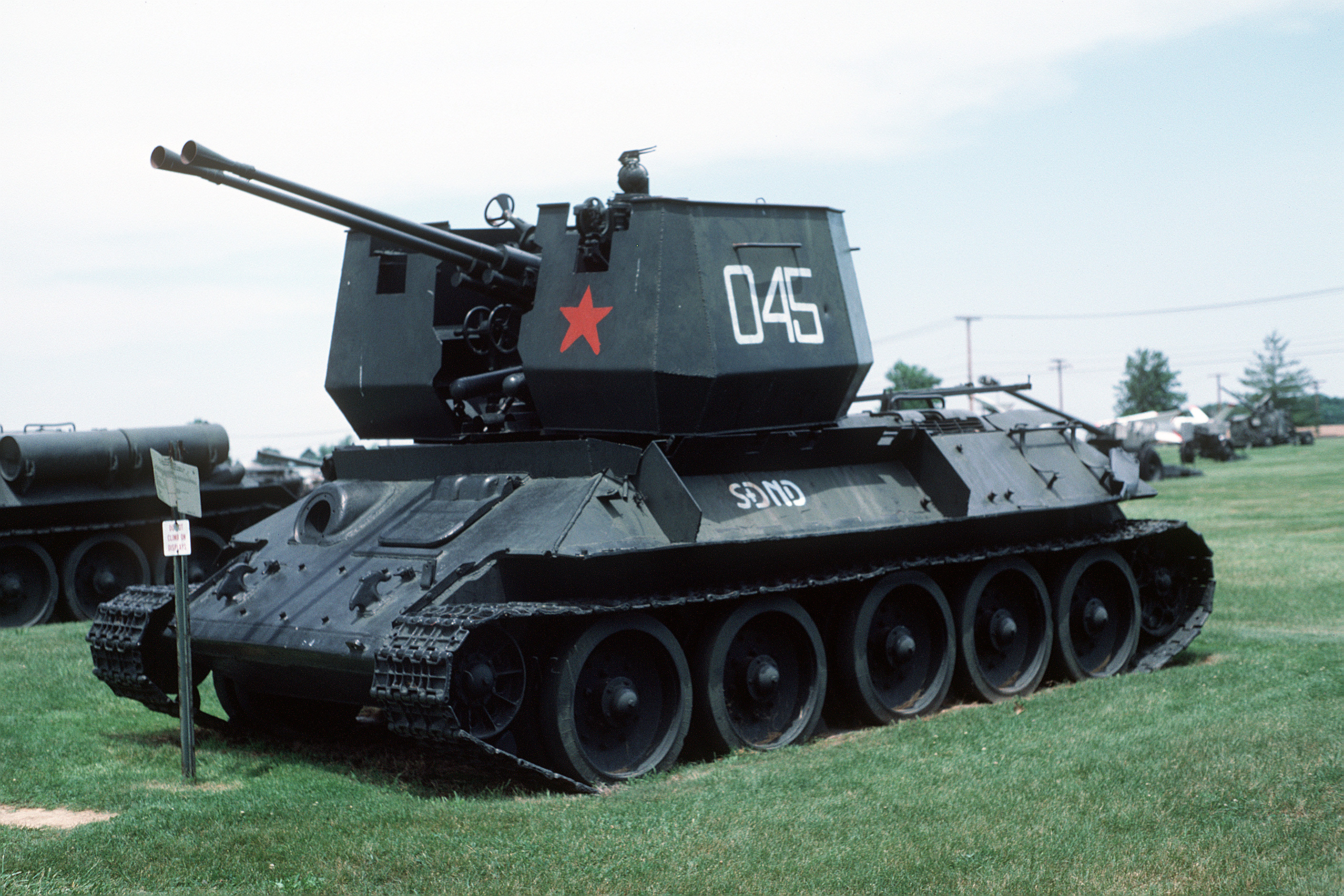
現藏於美國阿伯丁坦克博物館的63式自行防空炮。這輛63式原是由越南人民軍所有，但在越南戰爭中被美軍擄獲。

63式自行防空炮係中國人民解放軍在T-34/85坦克的車身上安裝一個露天炮塔而成的自行防空炮。其主炮是兩門海軍用的雙聯裝37毫米火炮。其原型是蘇聯於1946年提出的設計方案。在中蘇蜜月期間，因爲蘇聯無法向中國提供ZSU-57-2，故將該設計方案遞交給中華人民共和國。但是，因爲63式自行防空炮的炮手僅能用眼瞄準，因此難以應付噴射式飛機。
1972年美軍曾在越南擄獲了一輛編號為045的63式自行防空炮，現藏於美國阿伯丁坦克博物館。

### 消防坦克
1996年，在中國封存的T-34有一輛被改裝成為消防坦克，武器被兩門水炮（一門射水，一門射化學泡沫）取代，在火場情況對消防員非常危險的情況下出動。另外，這輛T-34坦克發動機的齒輪被拆掉。爲適應城市的路況，在履帶上掛了膠。

## 贈送給他國的T-34坦克
中國曾經將蘇聯提供的T-34/76坦克贈送給北韓。

## 俘獲自他國的T-34坦克
在1979年中越戰爭中，中國人民解放軍曾經俘獲一輛越南人民軍的T-34/85坦克。其編號爲289。這輛坦克安裝T-54坦克的負重輪。另外，車內安裝有夜視儀。中華人民共和國政府隨後將這輛坦克送至北京的中國軍事博物館進行展出。

## 流行文化
在电子遊戲《坦克世界》中，T-34/76、58式(中国改进T-34/85的虚构名称）以及T-34-1/2/3（均为虚构，其中T-34/3基于T-54/55或59式改造）均被編入了中國系别。

## 外部連結
- 一些中國T-34坦克的圖片